# Xiphopteris bryophylla
Xiphopteris bryophylla är en stensöteväxtart som först beskrevs av Cornelis Rugier Willem Karel van Alderwerelt van Rosenburgh, och fick sitt nu gällande namn av Barbara S. Parris. Xiphopteris bryophylla ingår i släktet Xiphopteris och familjen Polypodiaceae. Inga underarter finns listade.